# Clyde Alexander Heatly
Clyde Alexander Heatly, auch in der Schreibvariante Clyde A. Heatly (* 12. Oktober 1897 in Schenectady, Schenectady County, New York; † 17. Januar 2001 in Rochester, Monroe County, New York), war ein US-amerikanischer HNO-Arzt.

## Leben

### Familie und Ausbildung
Der aus Schenectady gebürtige Clyde Alexander Heatly, Sohn des Clarence Heatly sowie dessen Ehegattin Lucy geborene Patterson, studierte nach seinem High-School-Abschluss seit 1915 am Union College in seiner Heimatstadt, 1918 erwarb er den akademischen Grad eines  Bachelor of Arts. Im Anschluss begann Heatly ein Studium der Medizin an der Johns  Hopkins University in Baltimore, 1922 wurde er zum M.D. promoviert. Danach absolvierte Heatly bis 1925 seine Ausbildung zum HNO-Arzt am Department of Otolaryngology des Johns Hopkins Hospitals, bevor ihm ein Rockefeller Fellowship einen einjährigen Studienaufenthalt an den HNO-Kliniken der Universitäten in Wien, Zürich sowie Edinburgh ermöglichte. Er erhielt den Diplomate Status des American Board of Otolaryngology.
Clyde Alexander Heatly ehelichte am 29. Juni 1926 Martha Elizabeth Kinsey. Dieser Verbindung entstammte die Tochter Sally Elizabeth. Er verstarb Anfang 2001 im Alter von 103 Jahren in Rochester.

### Beruflicher Werdegang
Nach seiner Rückkehr in die USA folgte Clyde Alexander Heatly einem  Ruf als außerordentlicher Professor für HNO-Heilkunde an die University of Rochester School of Medicine nach Rochester, 1957 wurde er zum Clinical Professor befördert, 1962 emeritiert. Zusätzlich war Heatly mit der Leitung der HNO-Abteilungen am Strong Memorial Hospital und am Rochester Municipal Hospital, beide Teil des Komplexes des University of Rochester Medical Centers, betraut. Des Weiteren fungierte Heatly als Facharzt am Iola Tuberculosis Sanatorium, Rochester General Hospital, Genesee Hospital, Highland Hospital und am Lakeside Memorial Hospital.
Der mit einem Fellowship des American College of Surgeons ausgezeichnete Clyde Alexander Heatly war Mitglied der American Bronchoesophagological Association, der er von 1954 bis 1955 als Präsident vorstand, der American Laryngology Association, der International Broncho-Esophagological Society, der American Medical Association, der American Laryngological, Rhinological and Otological Society, der Pan-American Association of Otorhinolaryngology and Bronchoesophagology, der Phi Beta Kappa sowie der Alpha Omega Alpha.
Clyde Alexander Heatly zählte zu den führenden HNO-Ärzten der USA seiner Zeit.

## Schriften
- LXXII. Minute Perforation of the Cervical Esophagus; Fulminating Descending Infection; Mediastinitis; External Operation; Recovery: Case Report, in: The Annals of otology, rhinology & laryngology, volume 43 number 3, Jones H. Parker, St. Louis, Mo., 1934, S. 873–877.
- XCIII Some Problems in Esophageal Atresia, in: The Annals of otology, rhinology & laryngology, volume 45 number 4, Jones H. Parker, St. Louis, Mo., 1936, S. 1122–1132.
- The treatment of stricture of the esophagus. In: The American Journal of Surgery, 1938, 42: S. 260–265.
- LXV The Surgical Treatment of Intractable Cardiospasm: A Report of Two Cases, in: The Annals of otology, rhinology & laryngology, volume 49 number 3, Jones H. Parker, St. Louis, Mo., 1940, S. 785–792.
- Tumors of the maxillary sinus, in: New England Society of Oral Surgeons: Oral surgery, oral medicine and oral pathology, volume 5 number 12, C.V. Mosby Company, St. Louis, 1952, S. 1253–1267.
- XXX Primary Plasma Cell Tumors of the Upper Air Passages with Particular Reference to Involvement of the Maxillary Sinus, in: The Annals of otology, rhinology & laryngology, volume 62 number 2, Jones H. Parker, St. Louis, Mo., 1953, S. 289–306.
- Current Status of Therapy in Paranasal Sinusitis, in: American Medical Association: JAMA : the journal of the American Medical Association, volume 178 number 10  American Medical Association, Chicago, 1961, S. 1021–1023.